# 1209 (szám)
Az 1209 (római számmal: MCCIX) az 1208 és 1210 között található természetes szám.

## A szám a matematikában
A tízes számrendszerbeli 1209-es a kettes számrendszerben 10010111001, a nyolcas számrendszerben 2271, a tizenhatos számrendszerben 4B9 alakban írható fel.
Az 1209 páratlan szám, összetett szám, szfenikus szám. Kanonikus alakja 31 · 131 · 311, normálalakban az 1,209 · 103 szorzattal írható fel. Nyolc osztója van a természetes számok halmazán, ezek növekvő sorrendben: 1, 3, 13, 31, 39, 93, 403 és 1209.
Az 1209 huszonegy szám valódiosztó-összegeként áll elő, ezek közül legkisebb a 2247.

## Csillagászat
- 1209 Pumma kisbolygó